# Thorsten Fink
Pour les articles homonymes, voir Fink.
Thorsten Fink, né le 29 octobre 1967 à Dortmund en Allemagne de l'Ouest, est un footballeur allemand désormais entraîneur. Il est actuellement l'entraîneur du KRC Genk.

## Biographie

### Carrière d'entraîneur
Lors de ses dernières années de footballeur, il commence à apprendre le métier d'entraineur au côté de Hermann Gerland avec les amateurs du Bayern Munich.
Après avoir entraîné la section juniors du Red Bull Salzbourg en Regionalliga West (troisième division autrichienne), il devient entraîneur adjoint de l'équipe première au côté de Giovanni Trapattoni, Fink remplace à ce poste Lothar Matthäus limogé à l'issue de la saison. Après sept mois passés sur le banc, il quitte le club autrichien pour rejoindre l'équipe allemande d'Ingolstadt 04 alors en Regionalliga Sud. Son équipe parvient à finir deuxième derrière le FSV Francfort et va évoluer pour la première fois de son histoire en deuxième division allemande. Lors de sa seconde saison à la tête du club, son équipe se retrouve 12e lors de la trêve hivernale grâce à six victoires et trois matchs nuls, la seconde partie de la saison se révèle être plus difficile avec aucune victoire en onze matchs en 2009, ce qui provoque son licenciement le 21 avril.

#### FC Bâle
Le 9 juin 2009, le club suisse du FC Bâle annonce avoir recruté Thorsten Fink au poste d'entraineur en le faisant signer un contrat de trois ans, où il prend la succession de Christian Gross. Dès sa première saison à la tête de l'équipe helvétique, il réalise le doublé Coupe-Championnat en remportant dans un premier temps la coupe de Suisse aux dépens du FC Lausanne-Sport sur le score de 6-0 puis le championnat avec 3 points d'avance sur son dauphin, le BSC Young Boys. Sur la scène européenne, lors du premier match de groupe en Ligue Europa, le 17 septembre 2009, son équipe réussie à créer la surprise en battant l'AS Rome sur le score de deux buts à zéro, mais ne permet pas au club de passer le stade des phases de groupe.

#### Hambourg SV
Le 13 octobre 2011, il quitte Bâle pour rejoindre Hambourg SV. Le 17 septembre 2013, il est licencié du Hambourg SV à la suite des mauvais résultats du club en championnat.

#### K Saint-Trond VV
Le 16 mai 2023, Thorsten Fink devient le nouvel entraîneur du club belge de Saint-Trond, succédant à son compatriote Bernd Hollerbach. 
La durée du contrat n'a pas été précisé.
L'entraîneur allemand mène les "Canaris" à la 9e place du championnat régulier, les qualifiant pour les "Europe Play-Offs" où il les mènera à la 3e place.  
Un bilan très honorable pour le club limbourgeois.

#### KRC Genk
Le 5 juin 2024, Thorsten Fink devient le nouvel entraîneur du KRC Genk, succedant au belge Wouter Vrancken, parti à Gand.  Il y a signé un CDI.

### Statistiques
Mis à jour le 14 septembre 2013.
| Ingolstadt 04 | 4 janvier 2008  | 21 avril 2009     | 44  | 16  | 11 | 17 | 36.3 |
| FC Bâle       | 9 juin 2009     | 13 octobre 2011   | 120 | 75  | 23 | 22 | 62.5 |
| Hambourg SV   | 13 octobre 2011 | 17 septembre 2013 | 68  | 23  | 18 | 27 | 33.8 |
| Total         | Total           | Total             | 232 | 113 | 52 | 66 | 48.7 |

## Palmarès

### Titres remportés en club

#### Joueur
| Bayern Munich - Bundesliga : - Vainqueur (4) : 1998-1999, 1999-2000, 2000-2001, 2002-2003 - DFB Pokal : - Vainqueur (3) : 1997-1998, 1999-2000, 2002-2003 - Ligue des champions de l'UEFA : - Vainqueur (1) : 2000-2001 - Coupe intercontinentale : - Vainqueur (1) : 2001 |

#### Entraîneur
| FC Bâle - Axpo Super League : - Vainqueur (2) : 2009-2010, 2010-2011 - Schweizer Cup : - Vainqueur (1) : 2009-2010 |
| APOEL Nicosie - Championnat de Chypre : - Vainqueur (1) : 2015                                                     |

 Austria Vienne
- Championnat d'Autriche : 
  - Vice-champion (1) : 2017

 Vissel Kobe
- Coupe de l'Empereur
  - Vainqueur (1) : 2019
- Supercoupe du Japon
  - Vainqueur (1) : 2020